# Crucifixo (Michelangelo)
O Crucifixo do Espírito Santo é uma obra de Michelangelo Buonarroti, à exposição na sacristia da Basílica do Espírito Santo, em Florença.

## História
Michelangelo ficou hospedado no convento do Santo Espírito em 1492, aos 17 anos de idade, depois da morte do seu protetor Lorenzo de Médici, que o tinha como hóspede e de seus estudos artísticos no grande palácio da família em Via Larga (hoje Palácio Medici Riccardi). Neste convento com a autorização do diretor, pode analisar os cadáveres provenientes do hospital do convento para estudar anatomia, e é também graças a esta experiência que Michelangelo desenvolveu uma capacidade insuperável em representar o corpo humano em seus mínimos detalhes.
Como agradecimento da hospitalidade, o jovem artista esculpiu um crucifixo, que hoje está à exposição em seu local original, na sacristia do Espírito Santo, após 36 anos de exposição (de 1964 a 2000) no museu Casa Buonarroti. 
A obra só foi reconhecida como tal a partir da década de 1960, durante uma catalogação dos crucifixos toscanos, na obra de Margrit Lisner, que atribuiu a paternidade da obra a Michelangelo, iniciando em 1964, sua primeira restauração.

## Obras similares
Um outro pequeno crucifixo, que fazia parte de uma coleção privada e exposto temporariamente em 2004 no pequeno Museu Horne, também foi atribuído como obra de Michelangelo, através do confronto com o Crucifixo do Espírito Santo, graças aos detalhes, difíceis de serem esculpidos como os tendões dos pés e a articulação do joelho. Michelangelo era um dos poucos a reproduzir estas partes anatômicas com perfeição, graças a seus estudos em anatomia.
Em 2006 o monge Anscari Mundó atribuiu a um jovem Michelangelo o crucifixo do altar da basílica de Montserrat, através do confronto de outras obras, especialmente a Pietá do Vaticano, onde foi usado o mesmo modelo de Jesus Cristo. Este crucifixo chegou à Montserrat em 1920, depois de ser catalogada em Roma, como obra de Lorenzo Ghiberti.
Existe um outro Jesus com a cruz de Michelangelo, obra muito mais tardia, na basílica de Santa Maria de Minerva, em Roma.

## Outras imagens

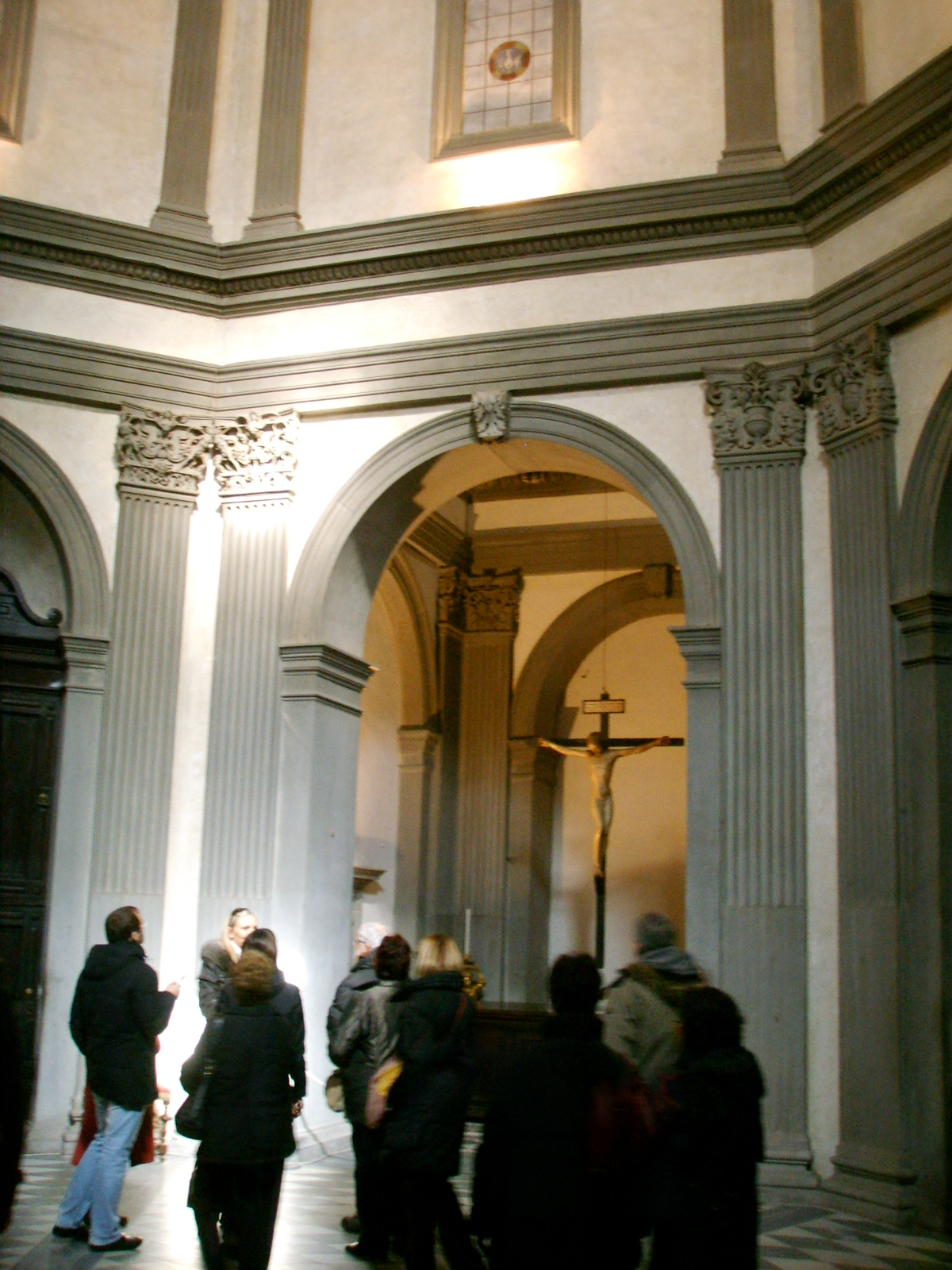
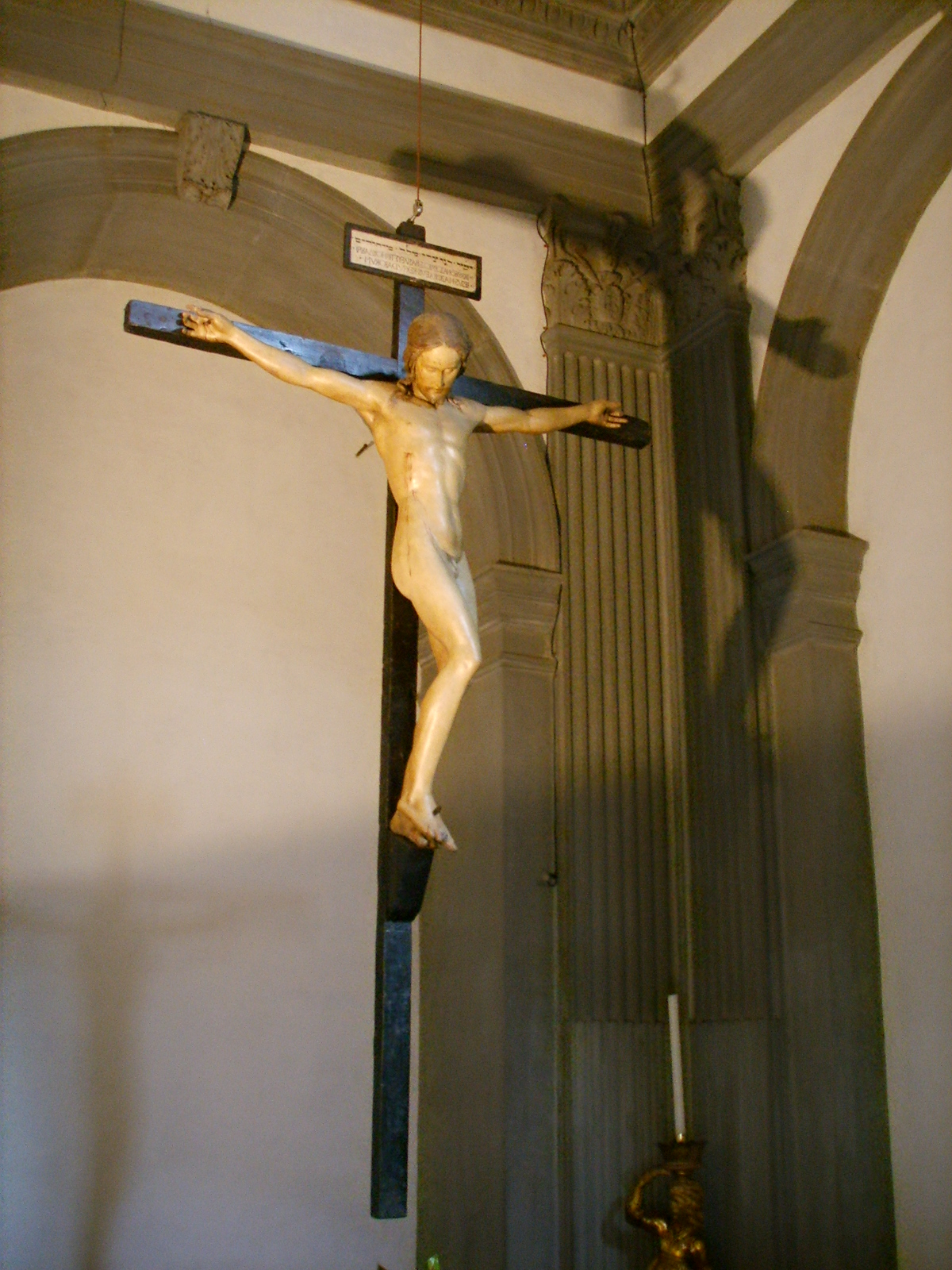
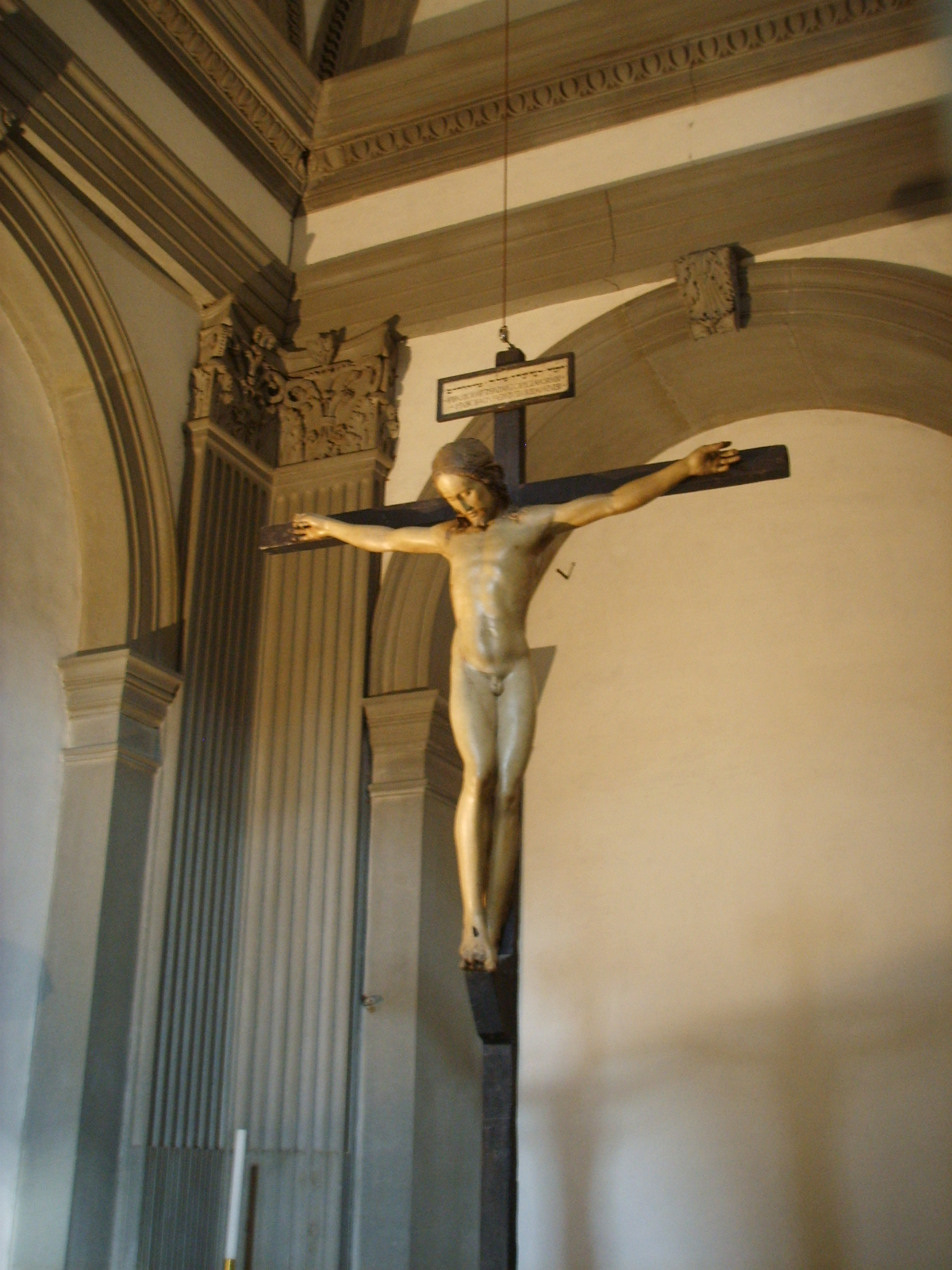
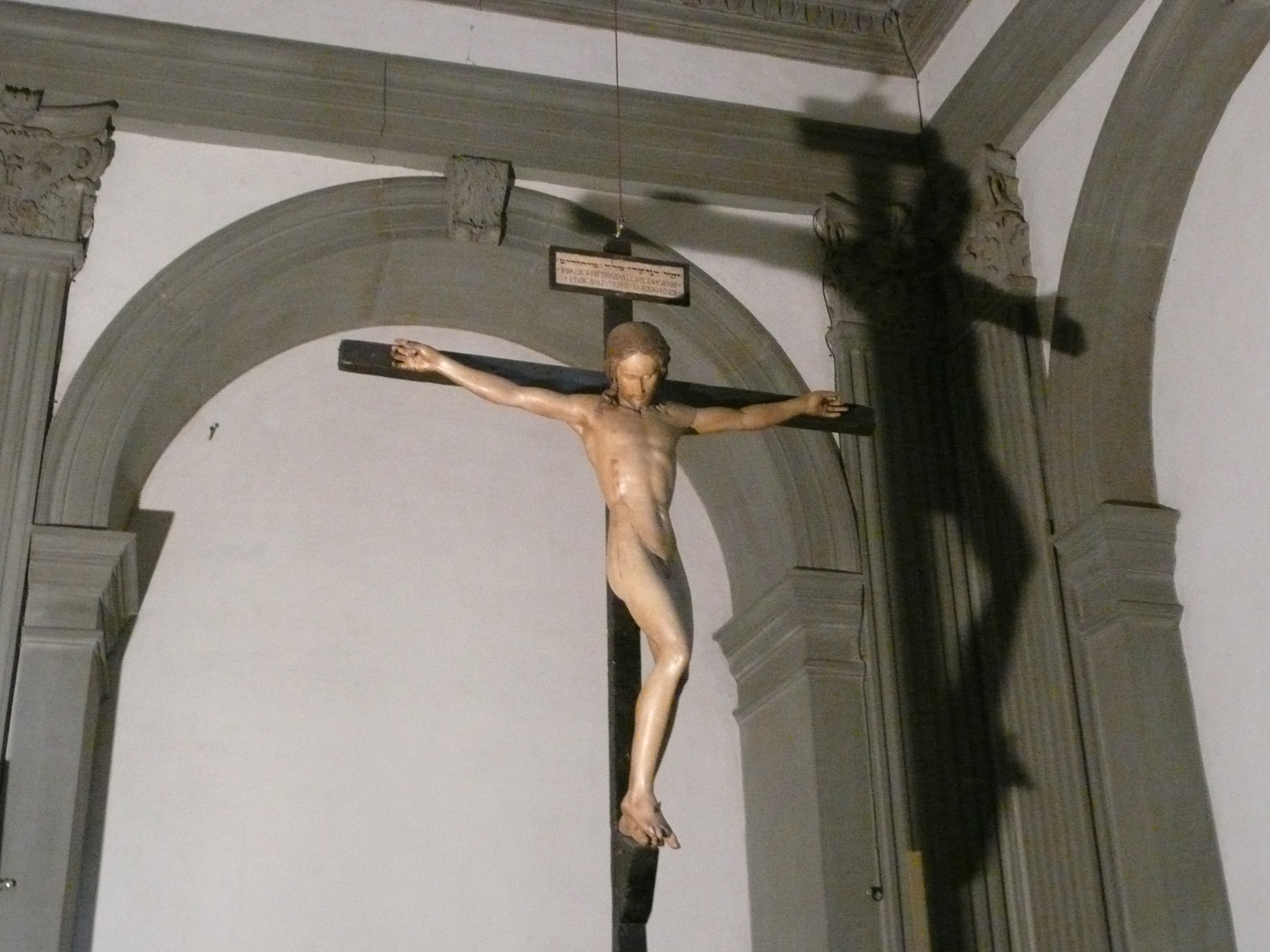